# Ben Attal
Pour les articles homonymes, voir Attal.
Ben Attal, né le 12 juin 1997 à Paris, est un acteur français.

## Biographie
Ben est le fils du réalisateur et acteur français Yvan Attal et de l'actrice et chanteuse franco-britannique Charlotte Gainsbourg. Il a une formation de chef cuisinier.

## Carrière
Après plusieurs petites apparitions dans les films de son père Yvan Attal, son premier vrai rôle arrive en 2019 dans Mon chien Stupide, réalisé par ce dernier. En 2021, son nom commence à être médiatisé, grâce au film Les Choses humaines, toujours réalisé par son père, où il tient le premier rôle. Il est à l'affiche du premier film réalisé par Sandrine Kiberlain, Une jeune fille qui va bien, sorti en janvier 2022.

## Filmographie

### Cinéma
- 2001 : Ma femme est une actrice d'Yvan Attal : le petit garçon
- 2004 : Ils se marièrent et eurent beaucoup d'enfants d'Yvan Attal : Joseph
- 2016 : Ils sont partout d'Yvan Attal : Jésus
- 2017 : Le Brio d'Yvan Attal : un élève
- 2019 : Mon chien Stupide d'Yvan Attal : Raphaël Mohen
- 2021 : Les Choses humaines d'Yvan Attal : Alexandre
- 2022 : Une jeune fille qui va bien de Sandrine Kiberlain : Jo
- 2023 : Les Rois de la piste de Thierry Klifa : Nathan

### Clip
- 2017 : Ring-A-Ring O'Roses de Charlotte Gainsbourg